# Olszyny (Podniebyle)
Olszyny – część wsi Podniebyle w Polsce, położona w województwie podkarpackim, w powiecie krośnieńskim, w gminie Jedlicze.
W latach 1975–1998 Olszyny administracyjnie należały do województwa krośnieńskiego.